# エンジンとメカニズムの博物館
エンジンとメカニズムの博物館は、イタリアのパレルモに位置する大学博物館で、パレルモ大学博物館システムの一部です。
2011年2月25日に開館し、19世紀後半からさまざまな研究と教育分野で使用されてきたエンジンや産業機器、科学機器、教育機器の多様なコレクションを展示しています。
博物館は、その遺産の研究、修復、および普及に努めており、国際博物館会議（ICOM）の推奨に従っています。 展示会、セミナー、ワークショップ、教育活動を行い、パレルモ大学が主催する文化的な取り組みの一環として、他の博物館、機関、協会と協力しています。
2017年5月31日、博物館はその歴史的、技術的、コレクションの重要性を認められ、米国機械工学会（ASME）から「機械工学遺産コレクション」の称号を授与されました。

## コレクションの歴史

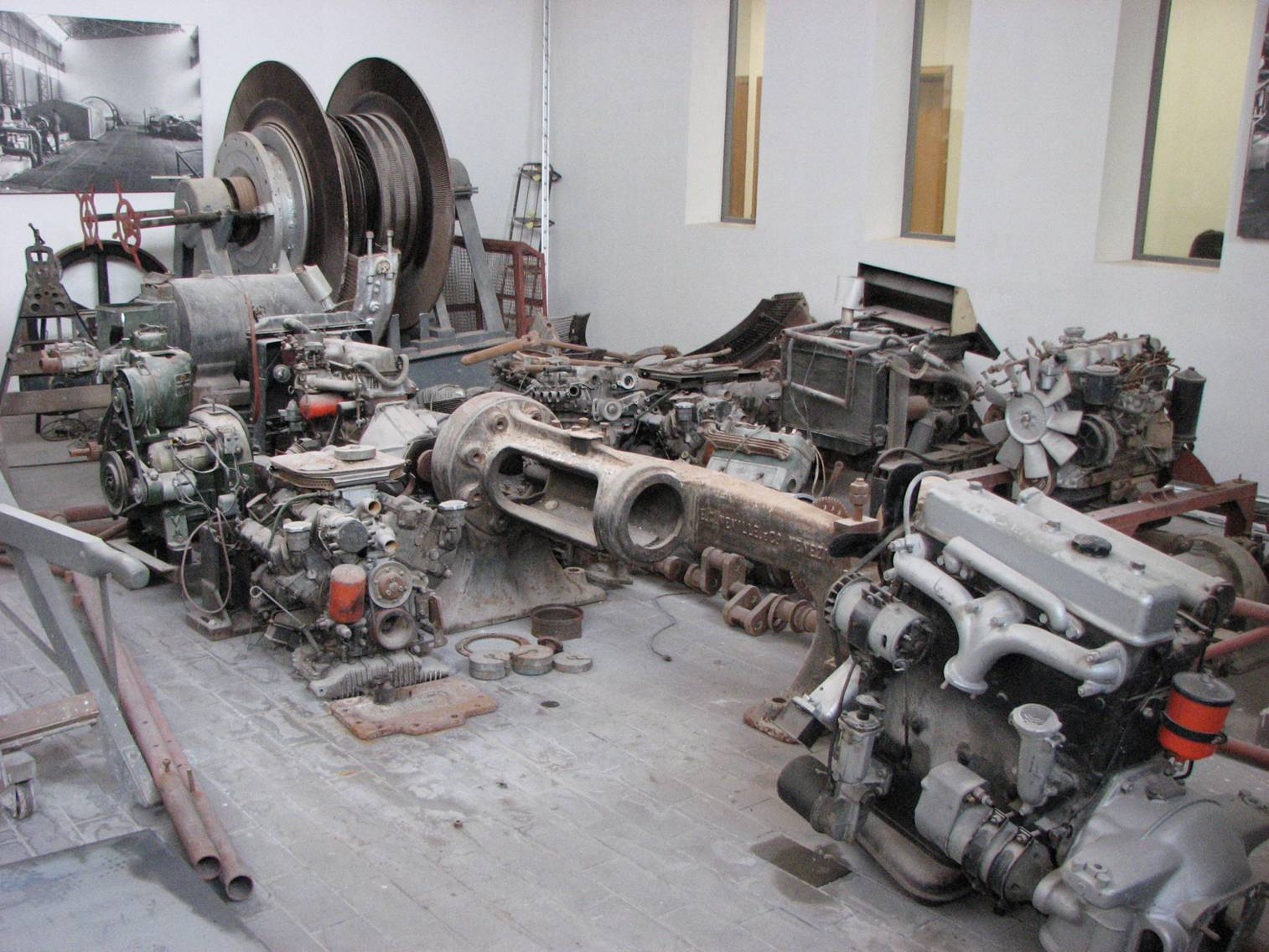
2008年の博物館の一部、いくつかの遺物が修復および展示される前の状態。

この博物館には、19世紀後半からパレルモ大学の工学および建築学応用学校が1866年に設立された時から、研究や教育のさまざまな分野で取得され使用されてきた、エンジンや産業、科学、教育機器の多様なコレクションがありますこのコレクションは、蒸気機関からジェットエンジン、現代のハイブリッドシステムに至るまで、流体機械および関連する研究の進化を示すことができます。

## 定置エンジン

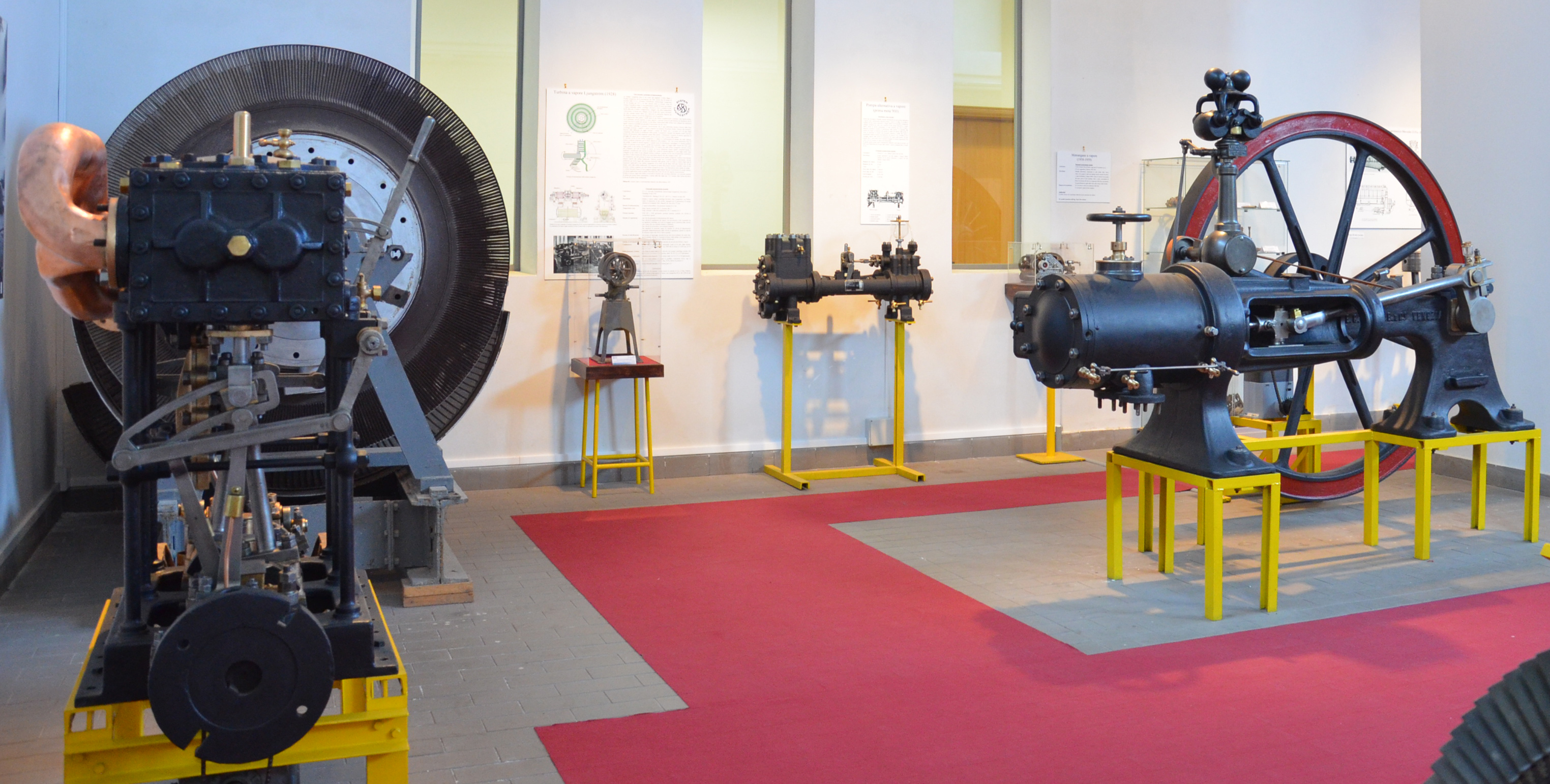
定置エンジン展示エリア

蒸気エンジンは、エネルギー変換に使用された最初の近代的な機械を表します。18世紀後半以降、蒸気エンジンは第一次産業革命において重要な役割を果たし、19世紀の科学技術の進歩に大きな影響を与えました。蒸気エンジンは、原材料の生産、消費財、輸送および発電において広く使用され、農業、手工業、商業社会から近代的な産業システムへの移行に大きく貢献しました。
パレルモの工学および建築学応用学校では、蒸気エンジンに関する最初の研究は19世紀半ばに始まりました。このことは、博物館に保存されている最も古い定置機械や科学機器からも明らかです。定置エンジンに特化したセクションには、フランシス、カプラン、ペルトンの水力タービンのような水力機械も含まれており、流体機械技術の進化におけるその重要性を反映しています。

## 自動車用エンジン

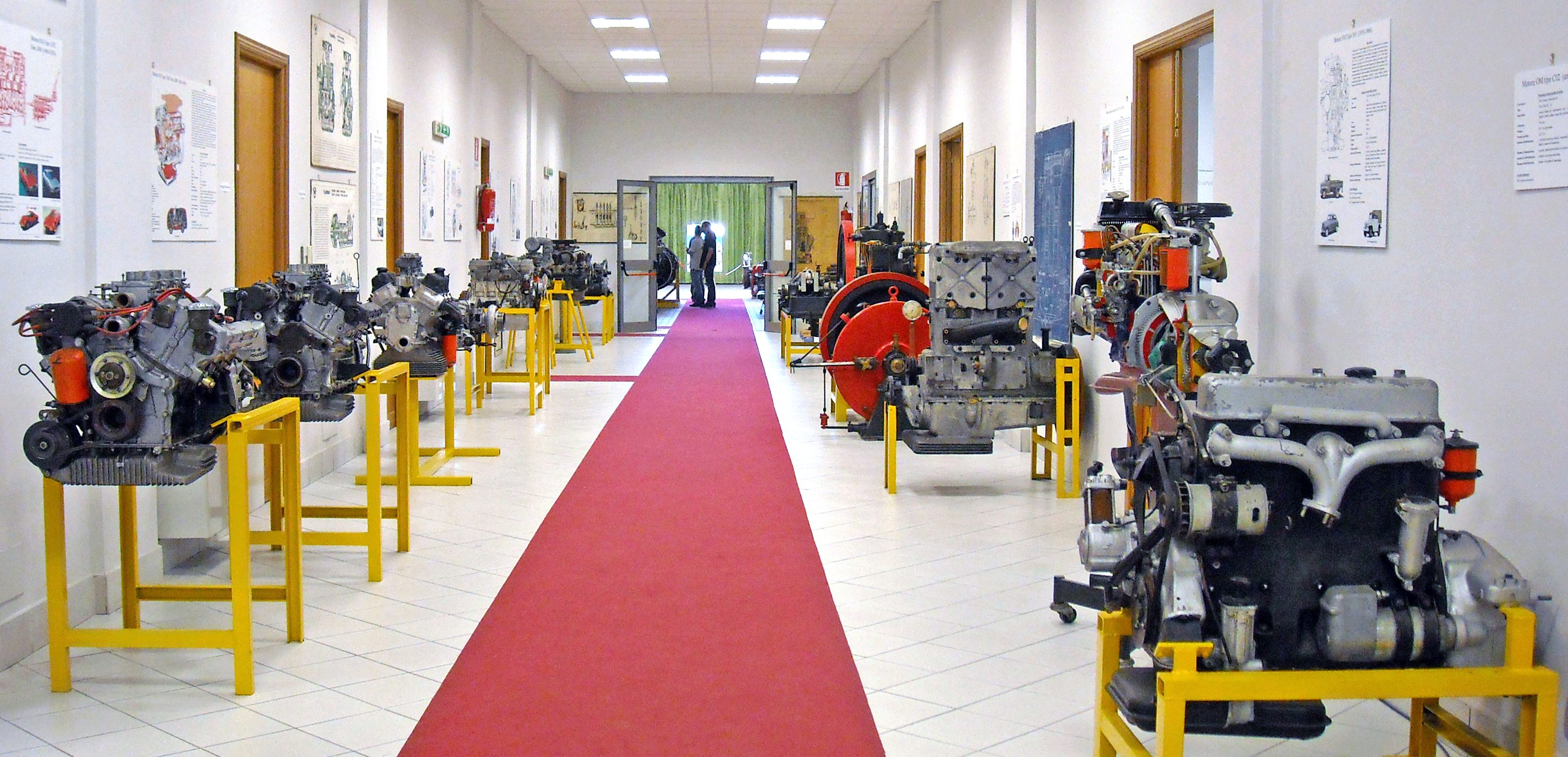
自動車用エンジン展示エリア

博物館には、さまざまな用途向けに設計された自動車用エンジンの多様なコレクションがあります。 これらのエンジンの多くは、研究や教育活動のために取得されました。時代とともに、パレルモ大学のエンジン研究室で使用されているより近代的なモデルに徐々に置き換えられてきました。 例えば、1929年製のイソッタ・フラスキーニ 8Aエンジン（7.4リットルの8気筒エンジンで115馬力を発揮）と、2009年製のフォード・エコブーストエンジン（1.0リットルの3気筒エンジンで同じく115馬力を発揮）の対比は、エンジン設計、効率、使用材料の進歩を際立たせています。
コレクションには、歴史的に重要なエンジンも含まれており、例えばFIAT 8Vや、FIAT-Ferrari Dino、 近代的なFerrari 430、そしてLamborghini Aventadorなどがあります。また、オートバイやトラックのエンジンも展示されており、ランチア・ユンカースタイプ89やさまざまな実験用プロトタイプも含まれています。

## 航空機エンジン

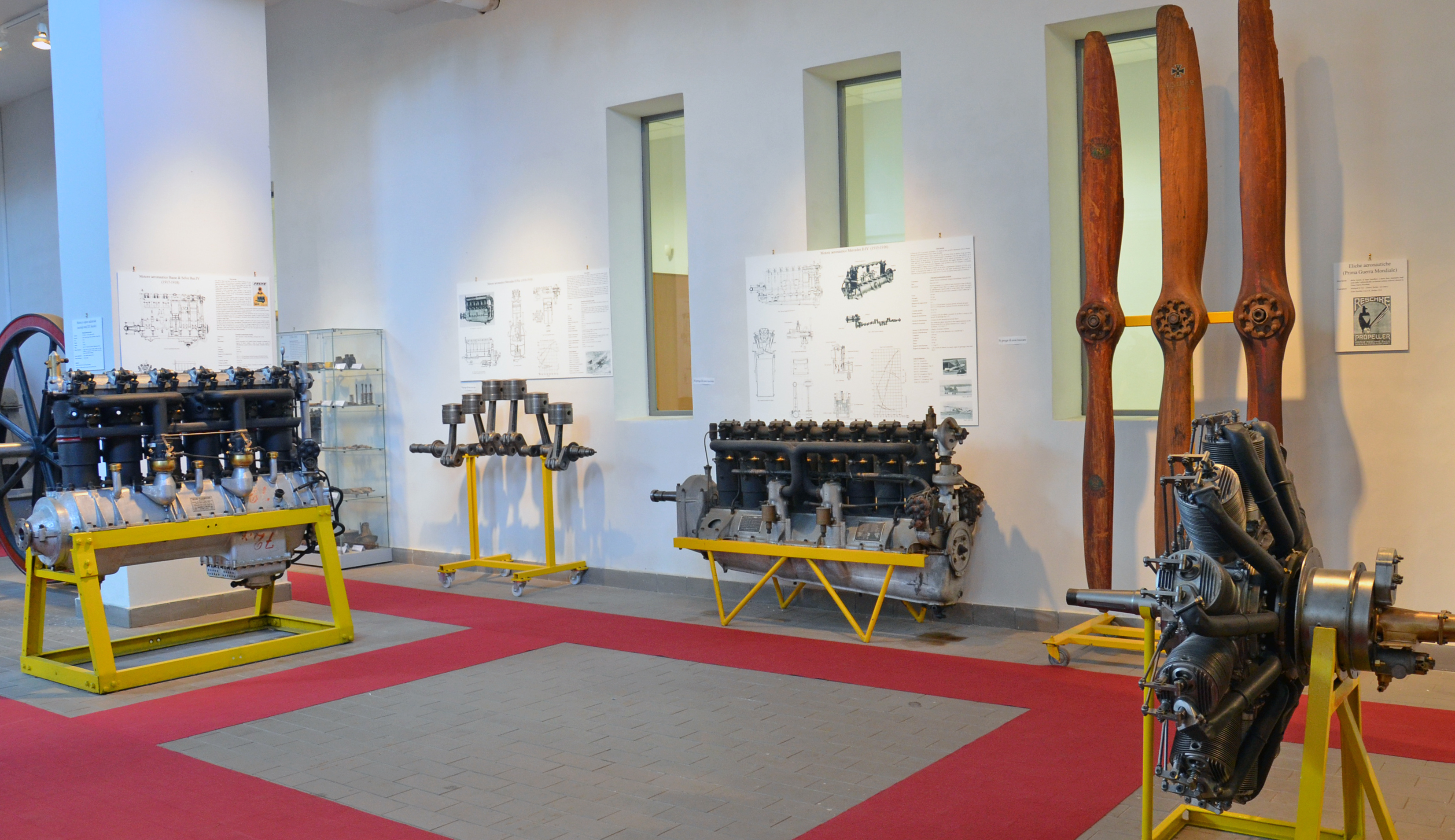
第一次世界大戦時の航空機エンジン

博物館には、歴史的に重要な航空機エンジンのコレクションがあります。これらのエンジンの一部は、航空の黎明期にさかのぼり、特にラジアルシリンダーを備えたロータリーエンジンが含まれています。最も古いエンジンのいくつかはドイツから来ており、第一次世界大戦後に研究目的でイタリアに移された技術資材の一部でした。これらの中には、フランス製のロータリーエンジン「ル・ローヌ」9Jbyや、珍しいカウンターローテーションエンジンSiemens-Halske Sh.IIIaが含まれており、これはラジアルシリンダーを備えたロータリーエンジンの進化における重要な進歩を示しています。
コレクションには、1920年代および1930年代にイタリアで製造された練習機や一般航空機用のエンジンも含まれています。また、第二次世界大戦時の大型エンジンも展示されており、FIAT A.74、FIAT A.80、およびDaimler-Benz DB 605のようなエンジンが、ドイツおよびイタリアの戦闘機、例えばメッサーシュミットBf 109、FIAT G.55、レッジアーネRe.2005、マッキC.205Vに使用されました。
コレクションの一部には、1940年代から1980年代までのターボジェットエンジンも展示されており、イタリア空軍との協力によって製造されたものです。

## 海洋エンジン

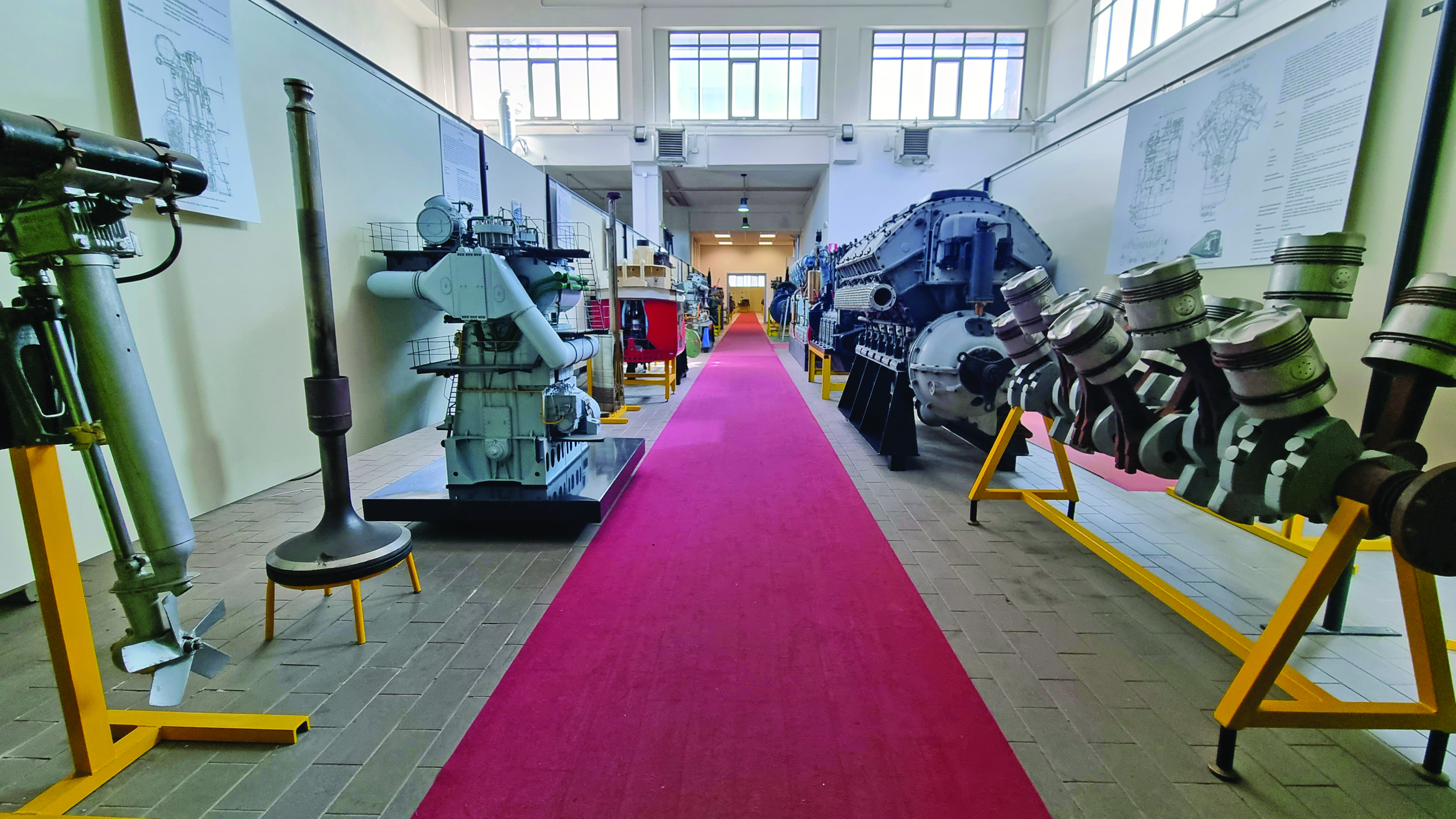
博物館の海洋エンジンセクション

博物館の海洋エンジンセクションは、蒸気エンジンから現代の大型船舶に使用される2サイクルディーゼルエンジンに至るまで、海洋エンジンの進化を概観しています。コレクションの中で最も古いオブジェクトは、19世紀末に遡るコンプレッサー付きの蒸気エンジンです。コレクションには、FIATのグランディ・モトリ部門が製造した現存する最古のエンジンのいくつかも含まれており、例えば1908年製の直列6気筒エンジンFIAT S6185や、FIATが1909年に製造した最初の2サイクルディーゼルエンジンである2C.116エンジンがあります。 展示されているこのエンジンは、Regia Marinaの潜水艦メデューサの左舷エンジンとして使用され、1915年の第一次世界大戦中に沈没しました。
コレクションには、FIATが製造した中で最も大きな海洋エンジンであるFIAT 1060Sエンジン（1968年製）のスケールモデルも含まれています。

## 歴史的航空機 FIAT G.59 4B

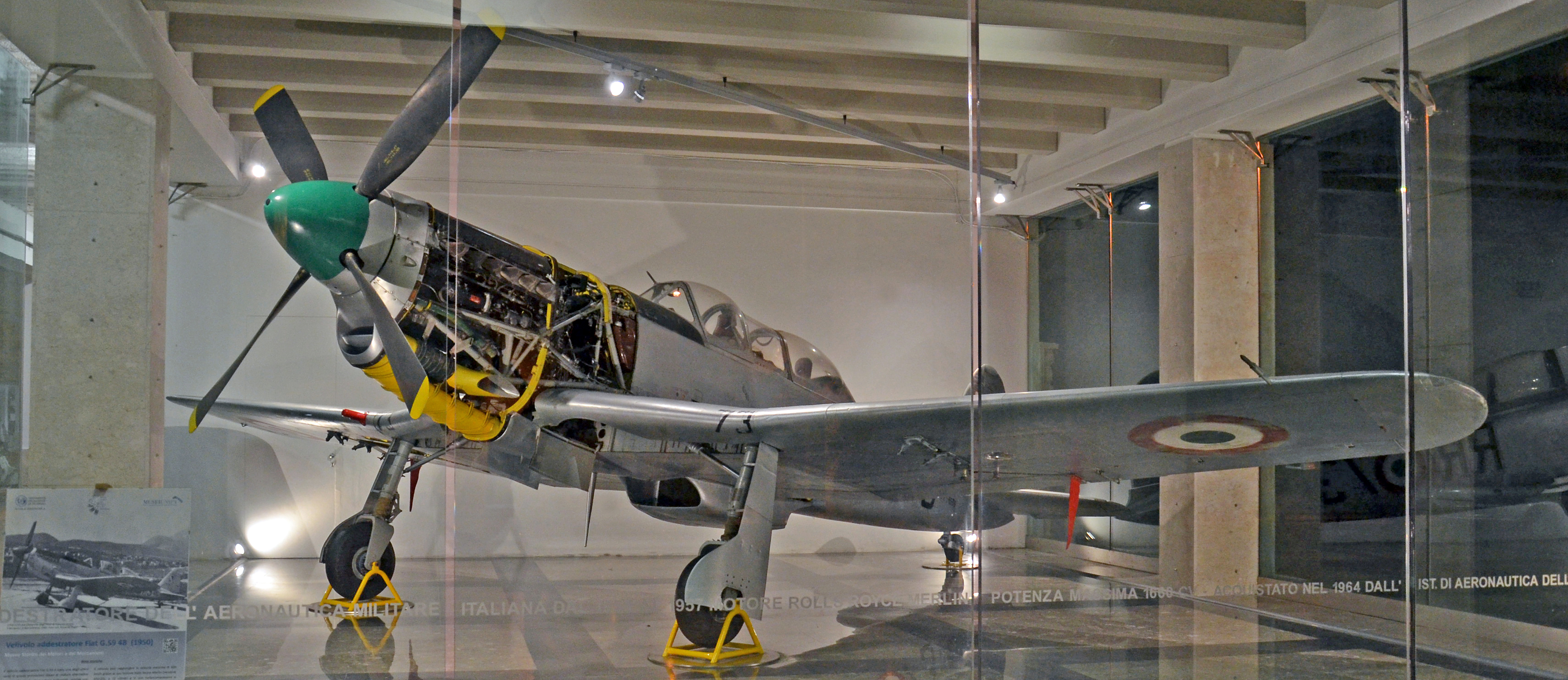
特別に設計された展示ケースに収められた歴史的なFIAT G.59 4B

博物館のコレクションには、2機の航空機が含まれています。一つは、ロッキード F-104S ASA-Mで、パレルモ大学のキャンパスに展示されています。そして、もう一つは現存する5機のみのFIAT G.59のうちの一機で、博物館内の専用エリアに展示されています。FIAT G.59は、 イタリアの航空技術者ジュゼッペ・ガブリエッリによって設計され、ピストンエンジンを搭載した最後の高性能機の一つで、戦後のイタリア航空産業復興の象徴とされています。この機体は、FIAT G.55チェンタウロを元に開発され、これは第二次世界大戦時のイタリアの戦闘機でした。
FIAT G.59は、1950年代初頭にFIATによって製造され、180機以上が生産されました。これらの機体の多くは、イタリア空軍の高等練習機として使用されました。1,660馬力のロールス・ロイス・マーリンV-12エンジン（モデル500-20）を搭載し、この航空機は高度6,400メートルで最高速度609 km/h、最大12,100メートルの飛行高度に達することができました。博物館に保存されているFIAT G.59 4Bは、イタリア空軍で1964年まで運用されていた複座型のモデルです。その後、パレルモ大学航空学研究所に教育目的で取得されました。2013年には、博物館のワークショップで完全に修復されました。

## 教育用メカニズムと技術機器

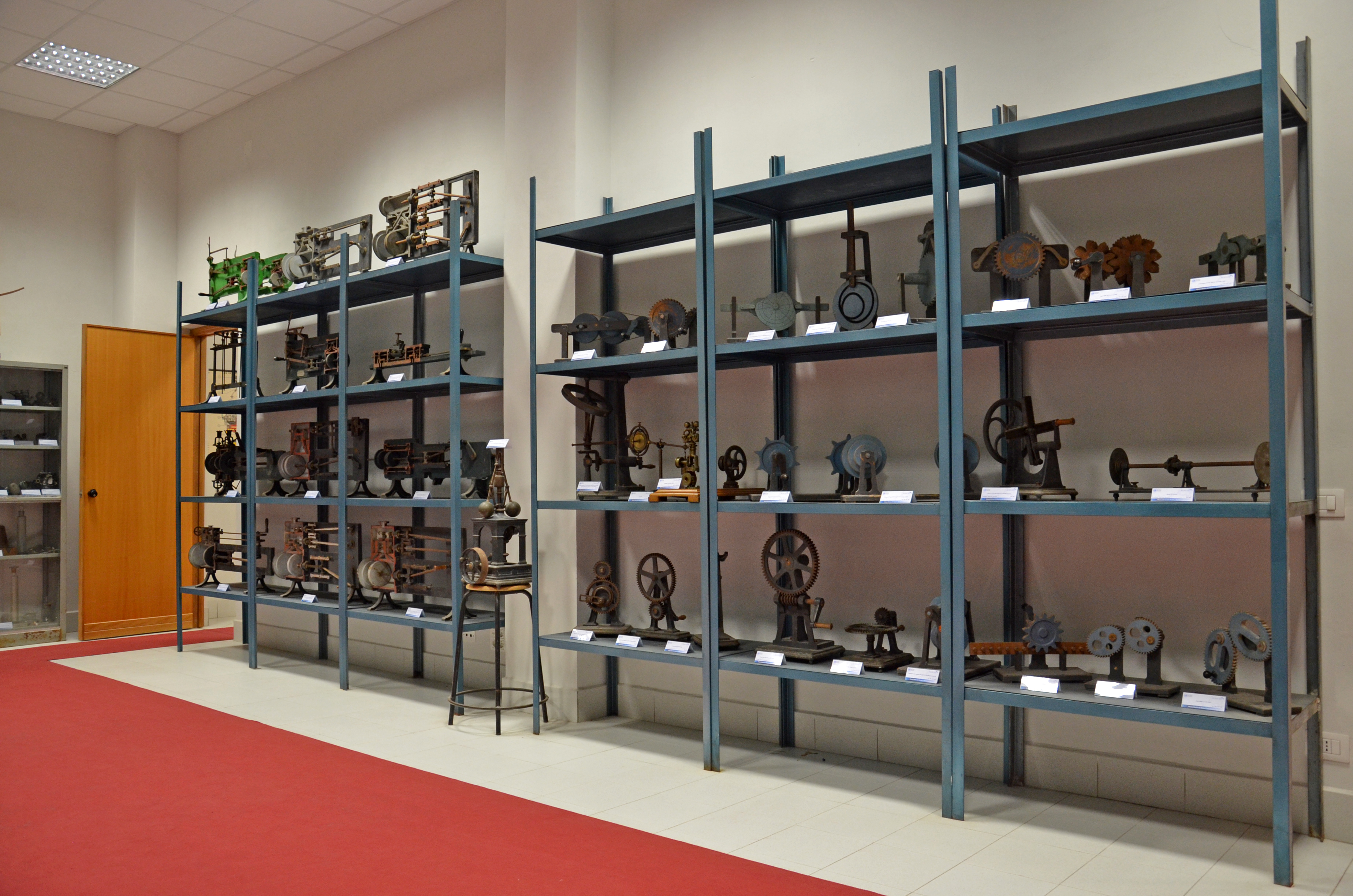
教育用メカニズムと技術機器

博物館には、19世紀後半に遡る教育用機械モデルのコレクションがあります。このコレクションには、100を超える金属や木製のモデルが含まれており、基本的な機械、メカニズム、機構の接続を示す装置を表しています。これらのモデルは、1866年に設立されたパレルモ王立工科学校の応用力学室の一部であり、一部は現在も機械工学の基本原理を説明する教育用ツールとして使用されています。さらに、博物館は、エンジンの研究に使用された歴史的な科学機器のコレクションも所蔵しており、計測装置やさまざまな種類のエンジン試験台が含まれています。

## ASMEランドマーク

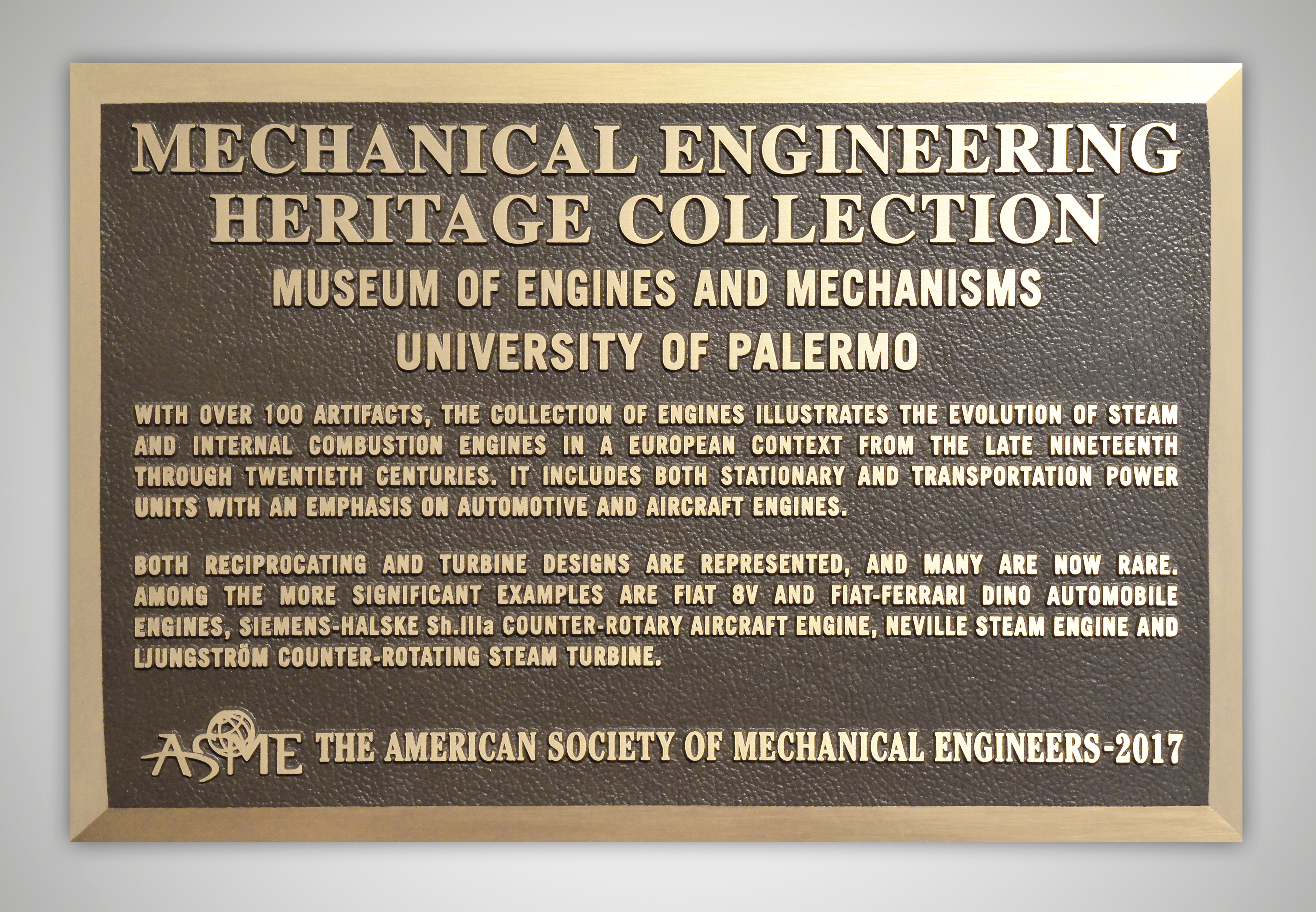
エンジン博物館のASMEランドマークプレート

2017年5月31日、歴史的、技術的、収集的な重要性が認められ、博物館はイタリア初のコレクションとして、米国機械工学会（ASME）から「Mechanical Engineering Heritage Collection」の称号を授与されました。 この認定は、1971年にASMEが開始したHistory and Heritage Landmarksプログラムの一環です。

## 画像ギャラリー

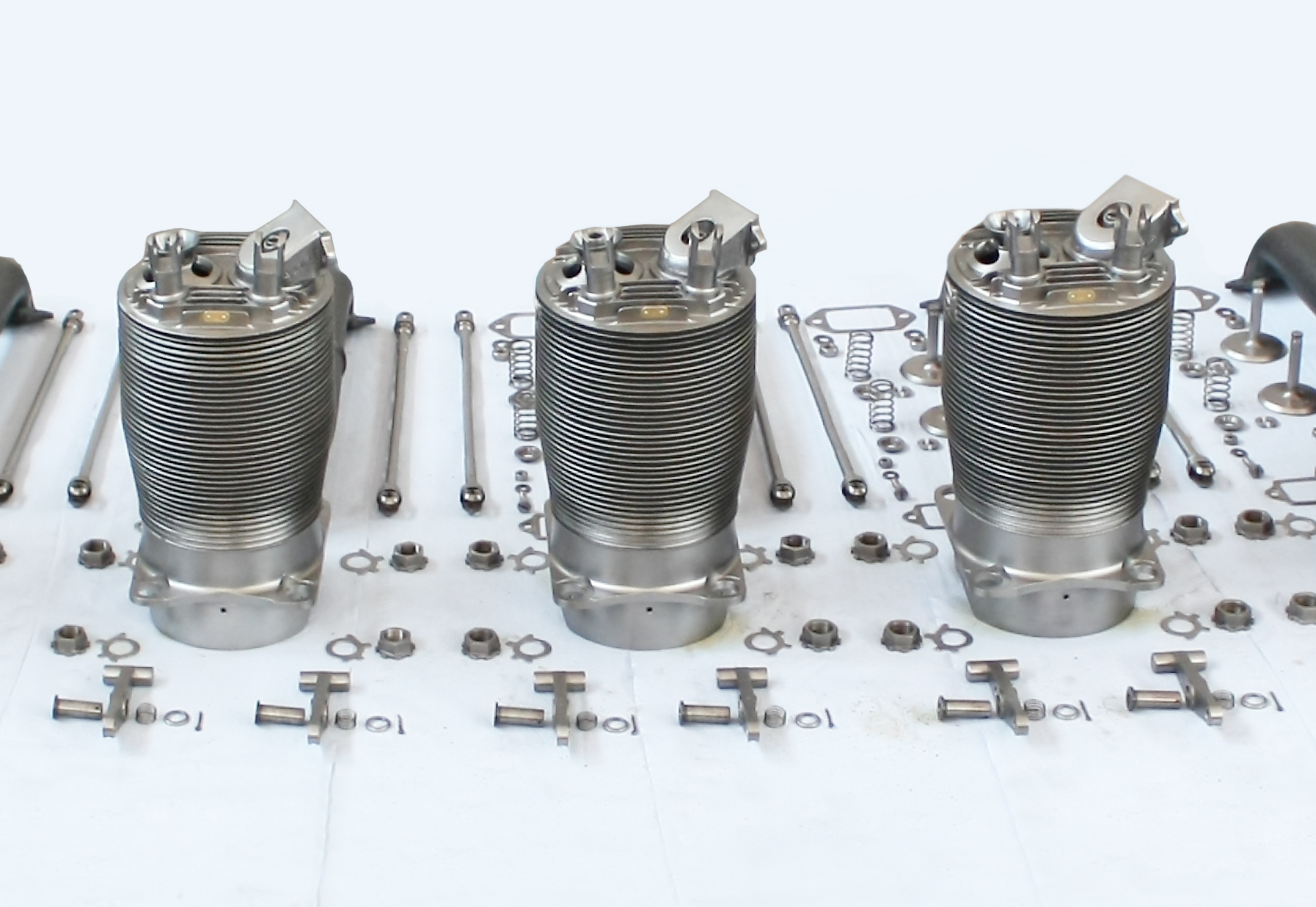
修復中のシーメンス・ハルスケSh.IIIa航空機エンジンのシリンダー
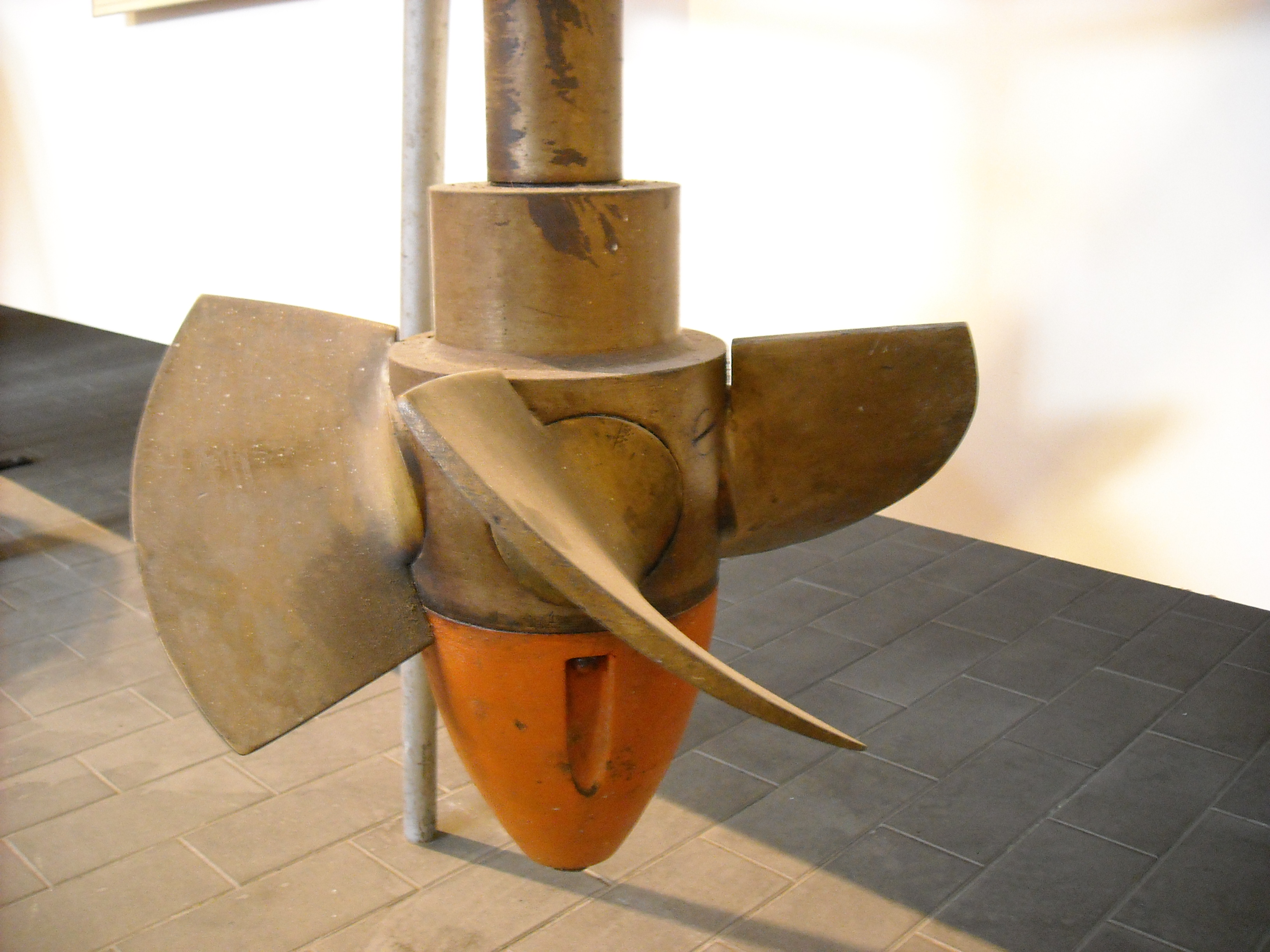
博物館に展示されているカプラン水力タービン
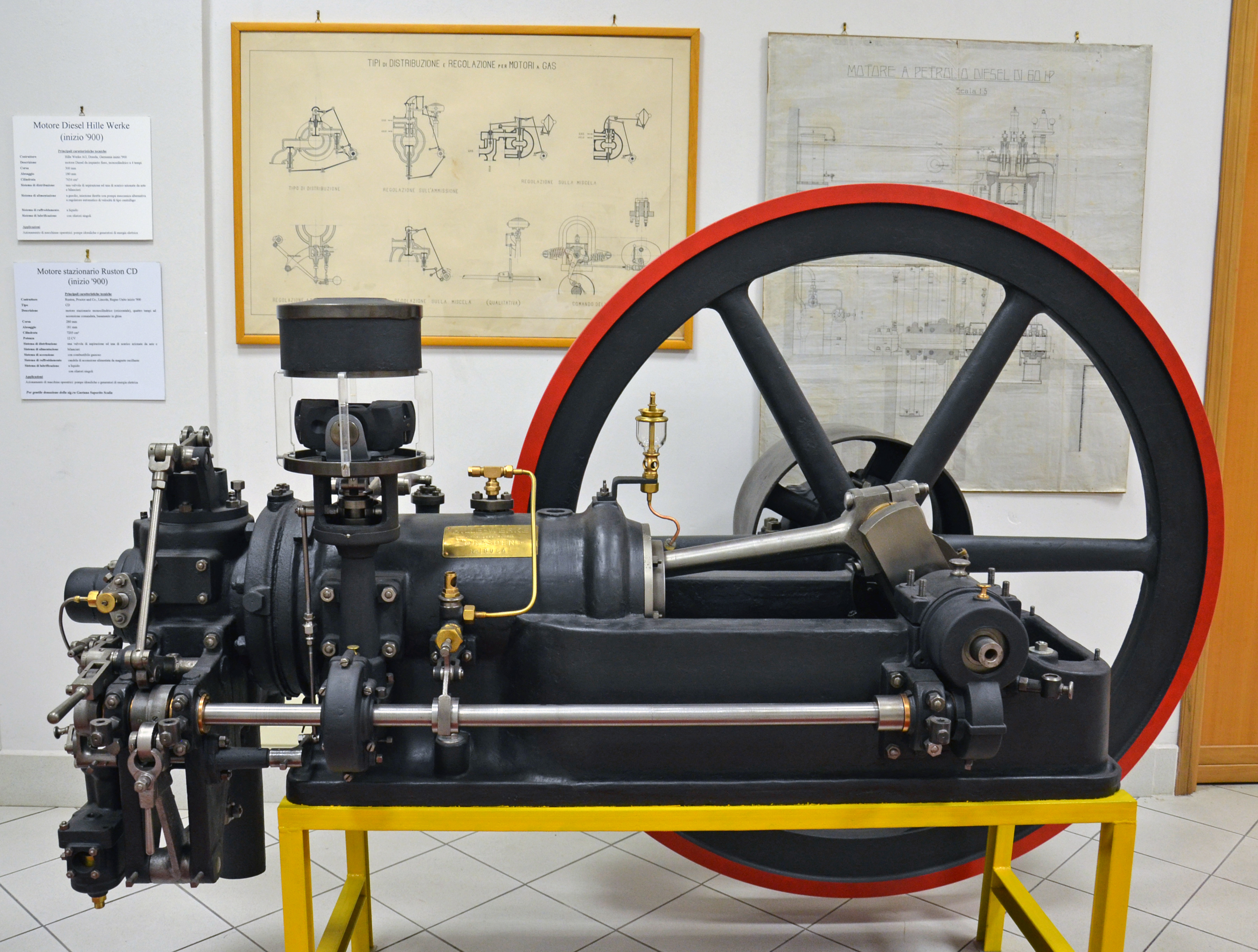
Hille Werke製の4ストローク単気筒ディーゼル内燃定置エンジン
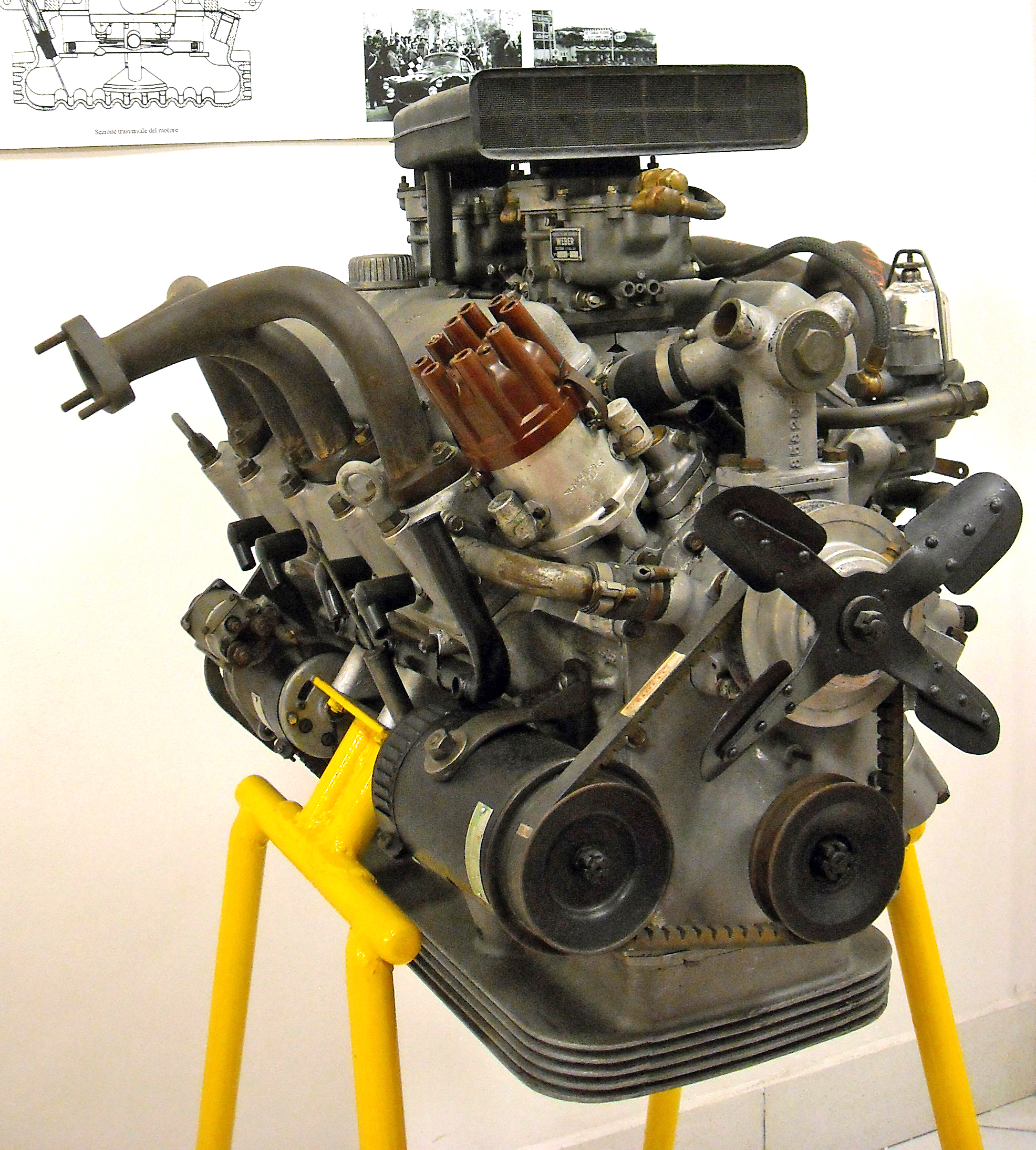
博物館に展示されているFIAT 8Vエンジン
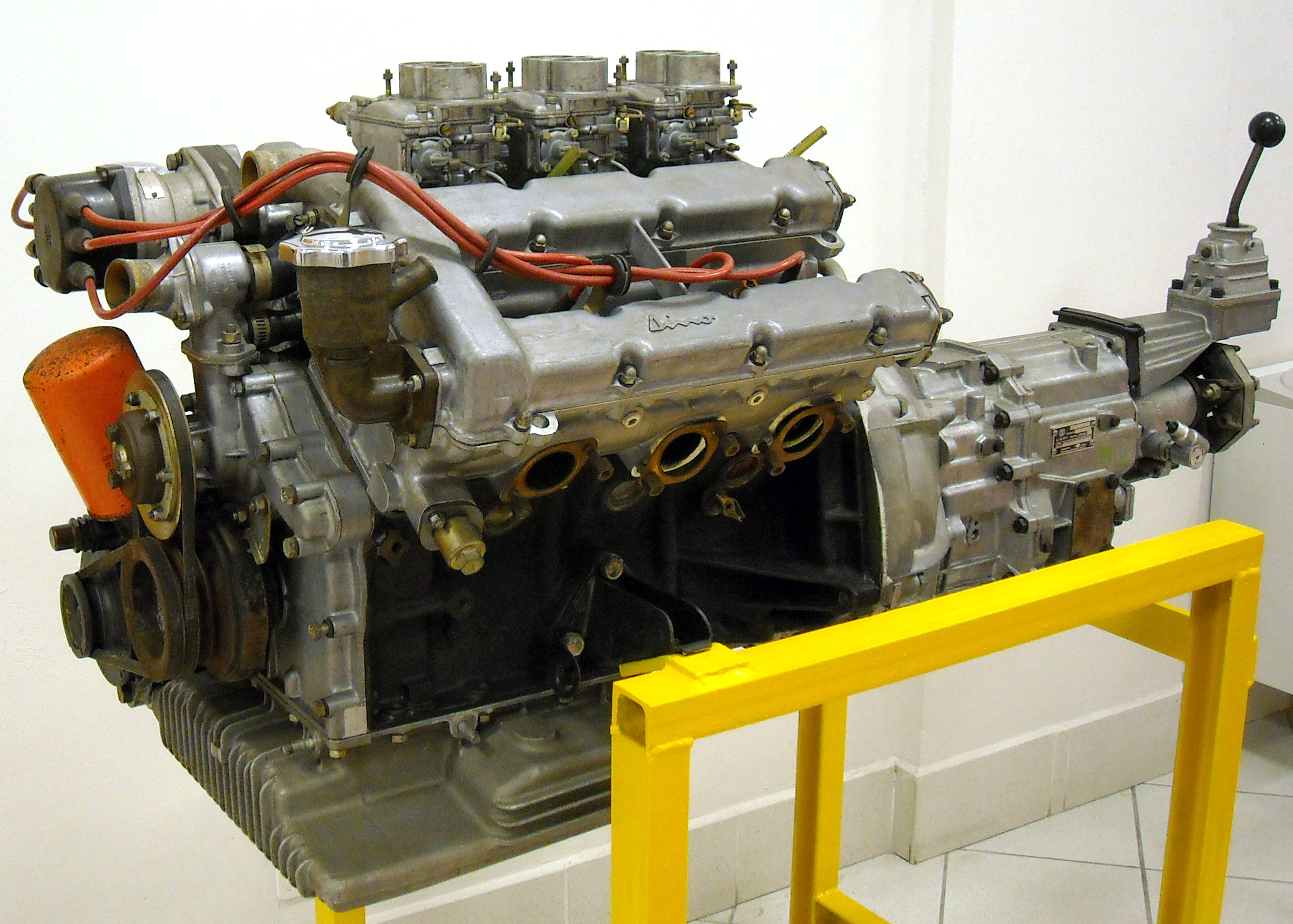
博物館に展示されているFIAT Dino 2400
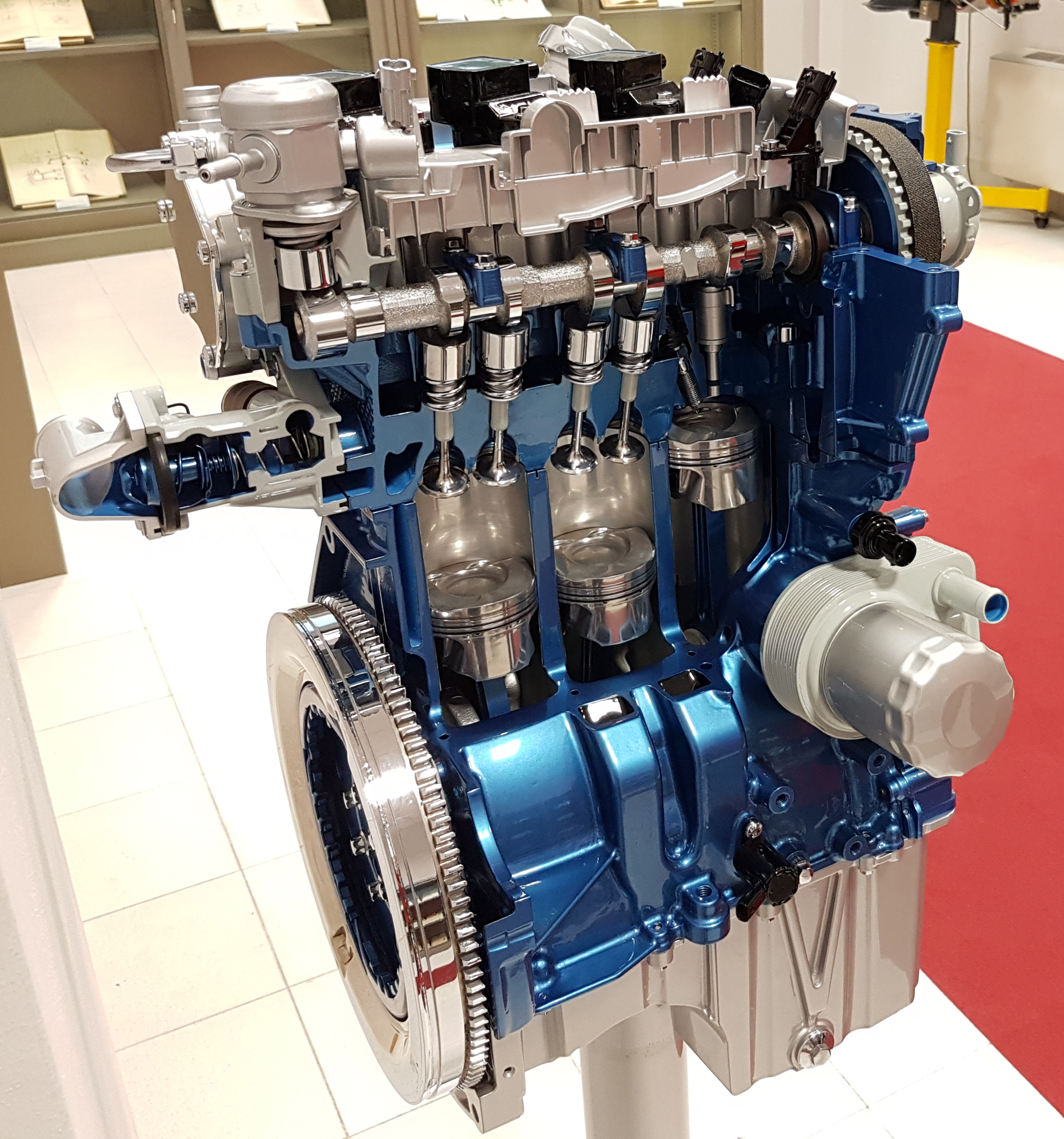
フォード・イタリアから寄贈され、モーター博物館に展示されているフォード・エコブースト自動車エンジン
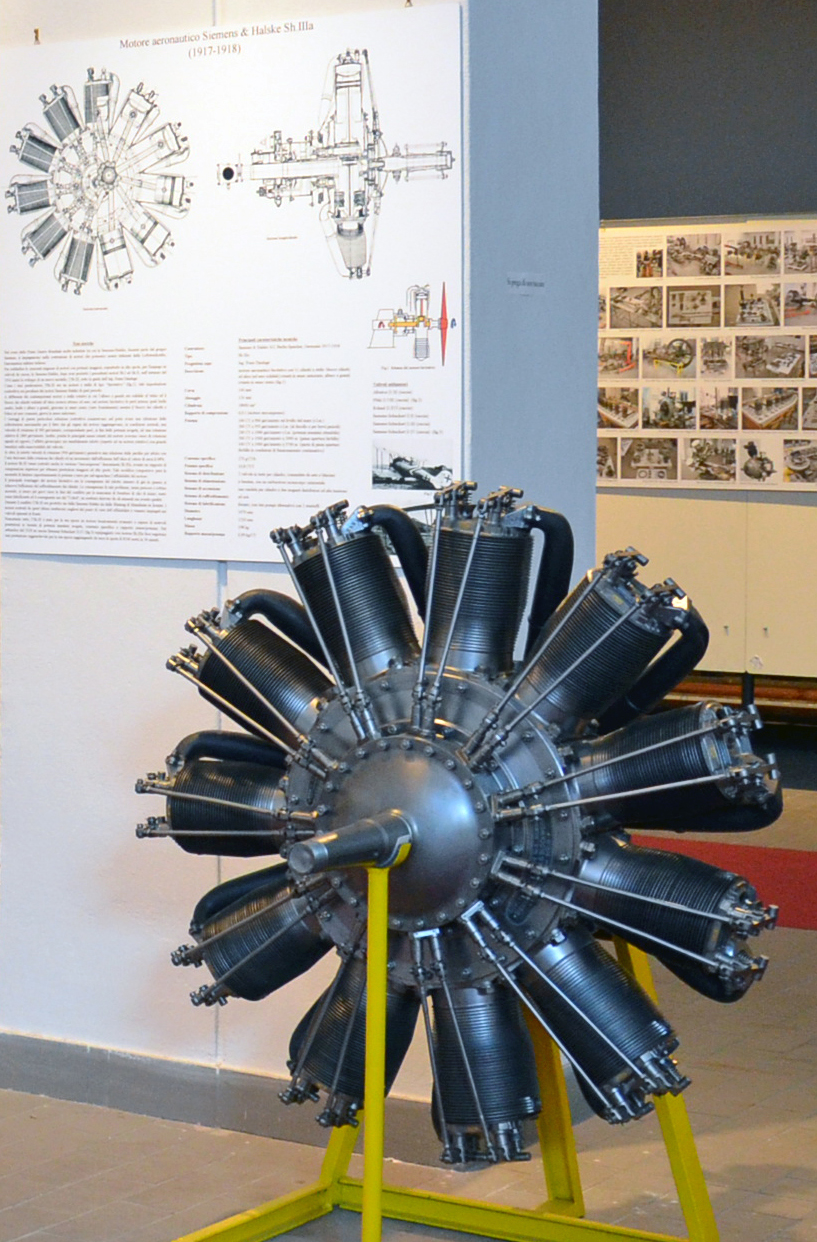
博物館に展示されているシーメンス・ハルスケSh.IIIaエンジン
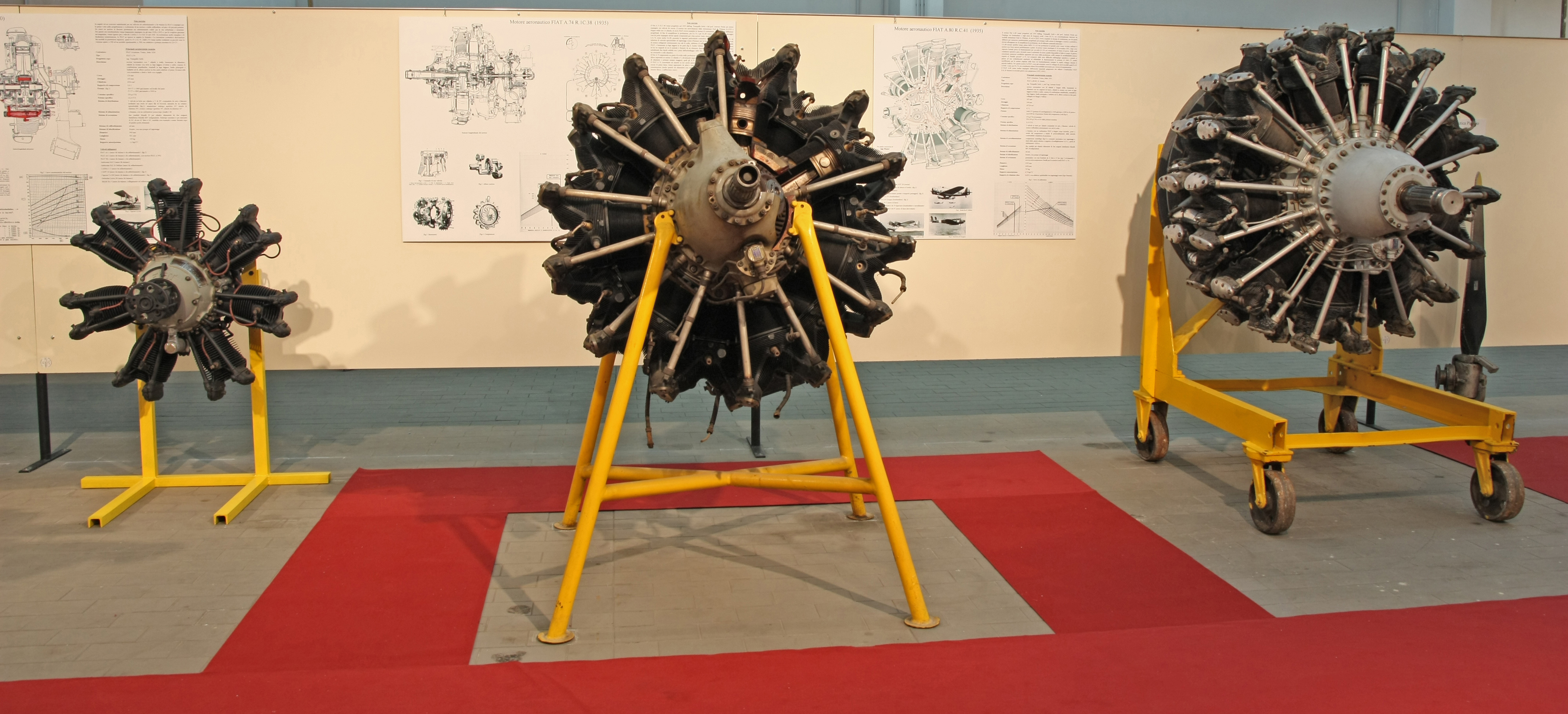
FIAT航空機エンジン：FIAT A.50、FIAT A.74、FIAT A.80
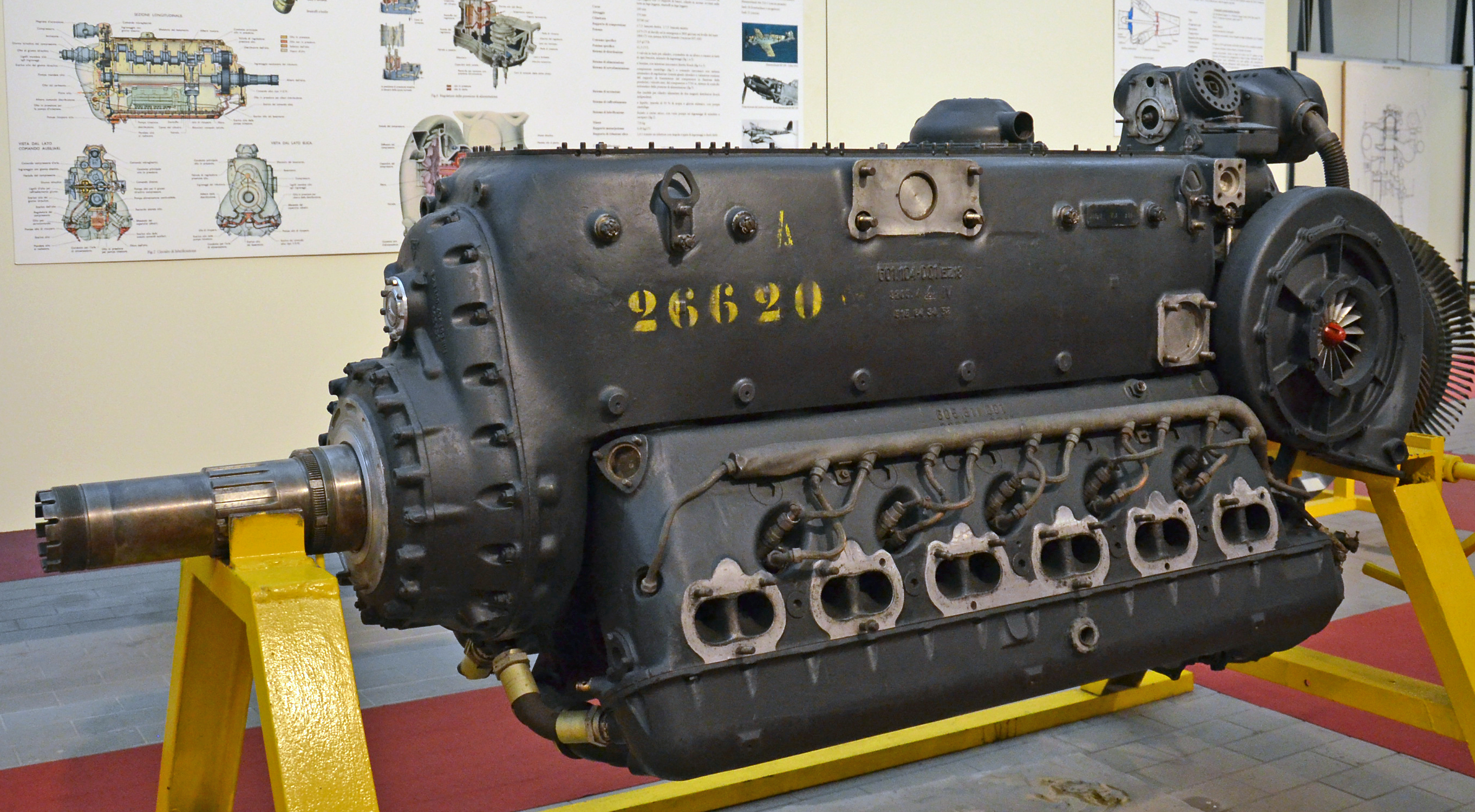
博物館に展示されているダイムラー・ベンツDB605エンジン
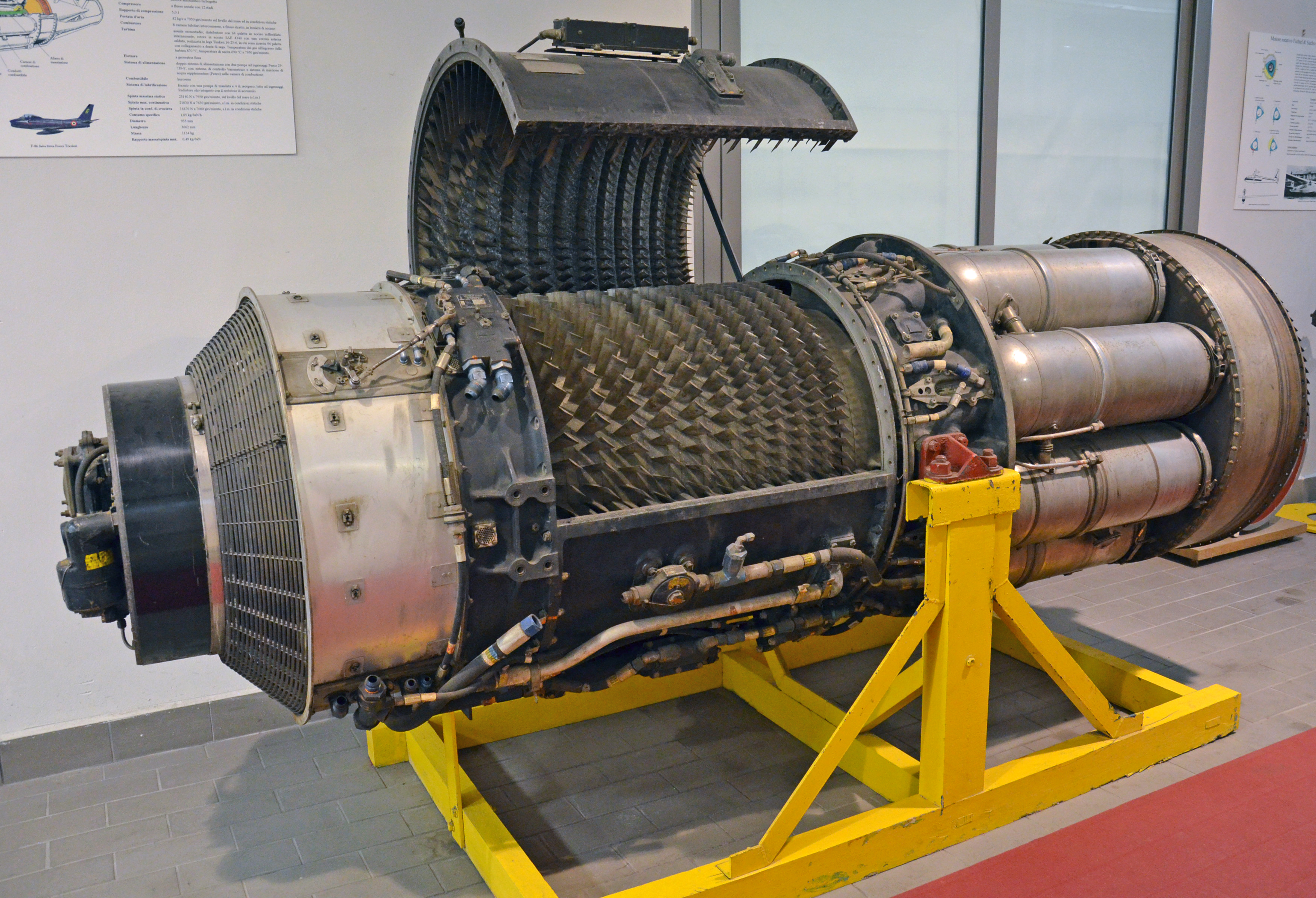
モーター博物館に展示されているゼネラル・エレクトリックJ47ジェットエンジン
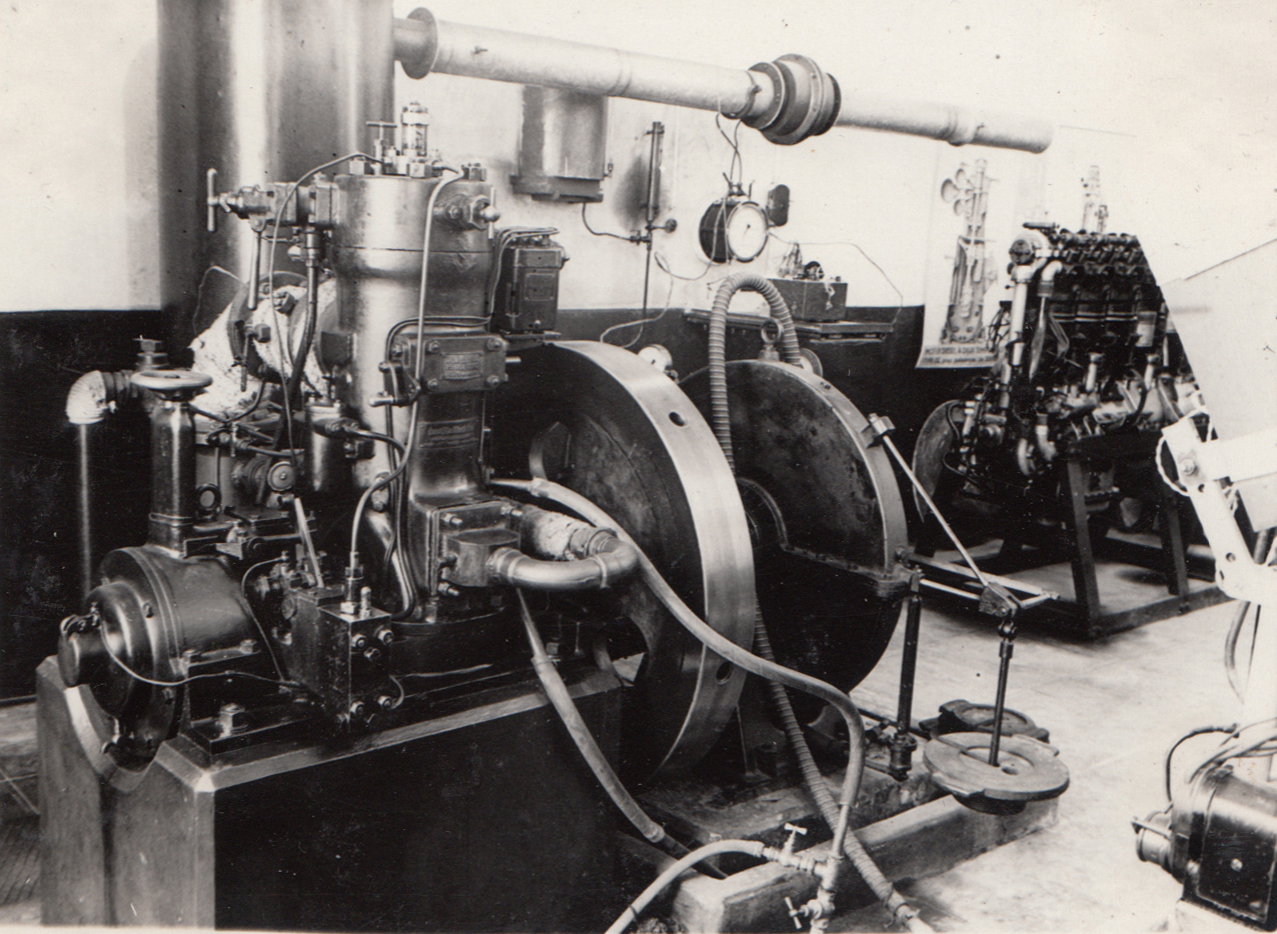
パレルモ大学機械工学研究所の1930年代の写真
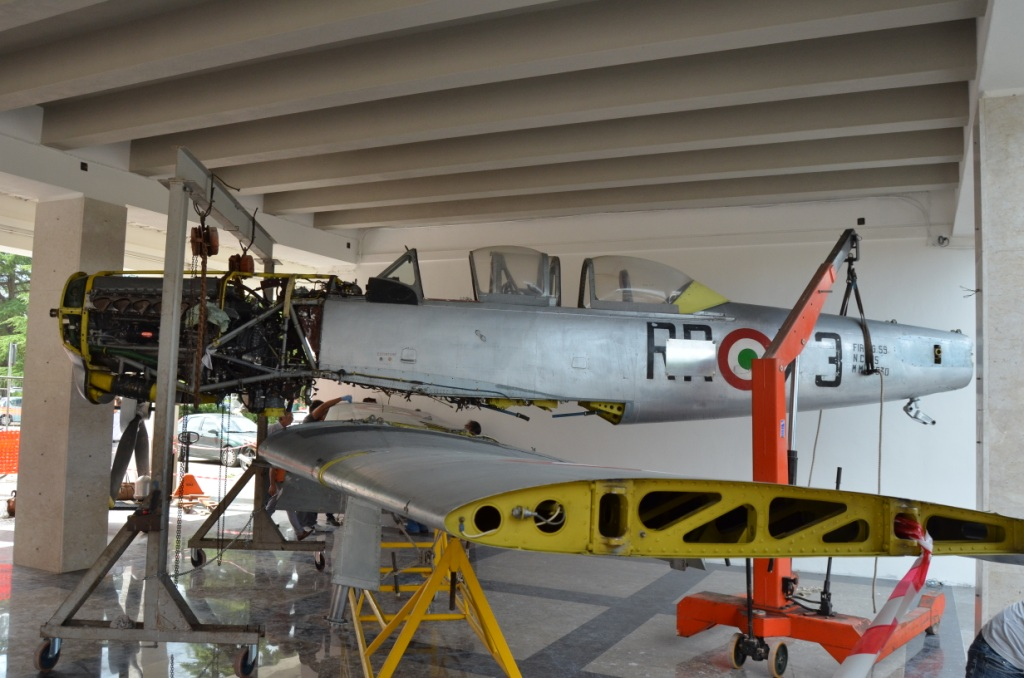
歴史的なFIAT G.59 4B航空機の修復と博物館展示の段階の一つ
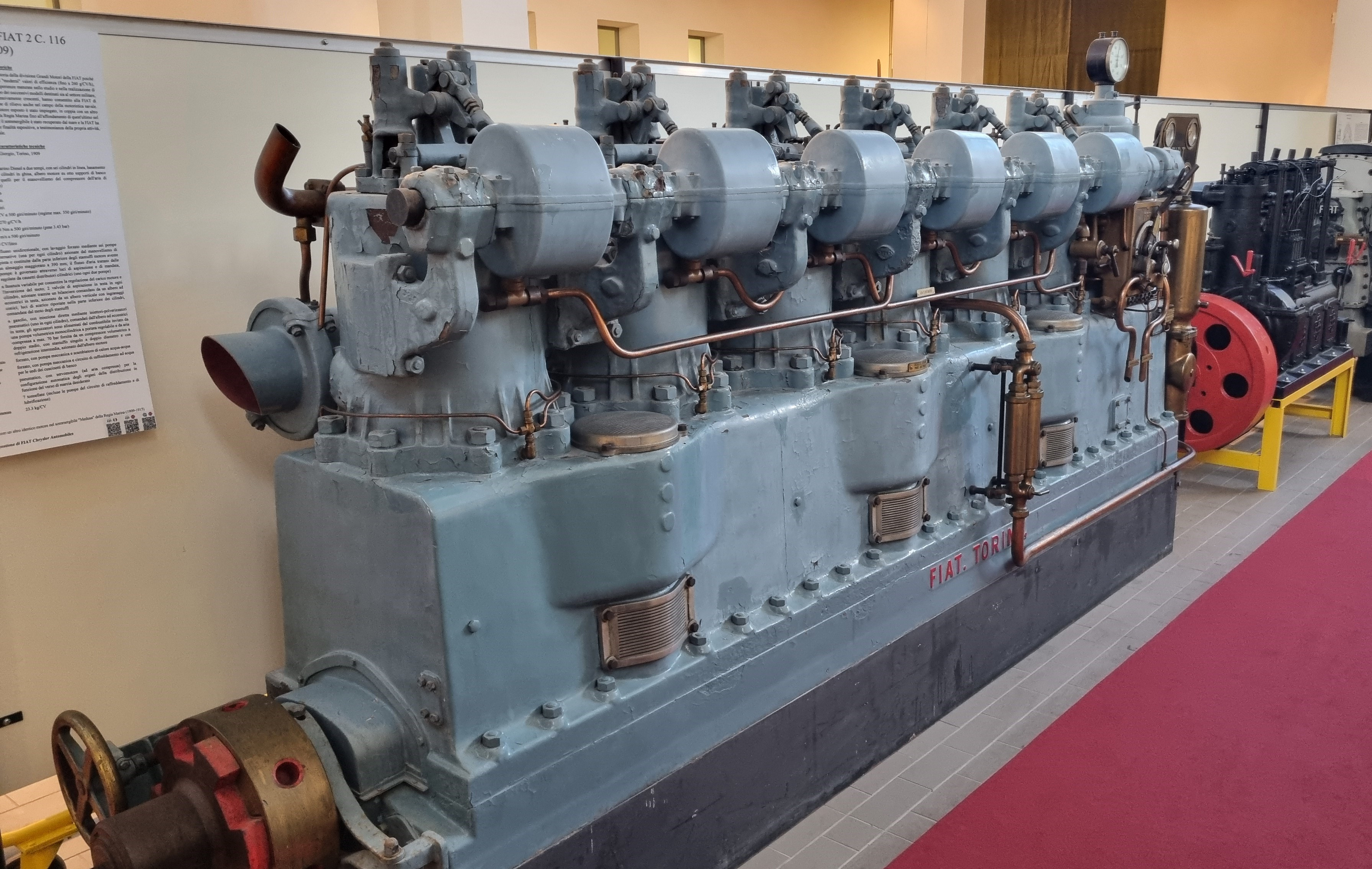
メヌーサ潜水艦に搭載されたFIAT 2C.116海洋エンジン